# Arrocera Bonomo
Arrocera Bonomo ist eine Ortschaft in Uruguay.

## Geographie
Der Ort befindet sich auf dem Gebiet des Departamento Treinta y Tres in dessen Sektor 2. Arrocera Bonomo liegt nordnordwestlich von Villa Passano und Arrocera Procipa, westlich von Arrocera Los Teros, südlich von Arrocera Las Palmas und südöstlich von Arrocera Santa Fe.

## Einwohner
Arrocera Bonomo hatte bei der Volkszählung im Jahre 2011 acht Einwohner, davon vier männliche und vier weibliche. Bei den vorhergehenden Volkszählungen von 1963 bis 2004 wurden für den Ort keine statistischen Daten erfasst.
| Jahr | Einwohner |
| ---- | --------- |
| 1996 | -         |
| 2004 | -         |
| 2011 | 8         |

Quelle: Instituto Nacional de Estadística de Uruguay